# Narew (gromada)
Narew – dawna gromada, czyli najmniejsza jednostka podziału terytorialnego Polskiej Rzeczypospolitej Ludowej w latach 1954–1972.
Gromady, z gromadzkimi radami narodowymi (GRN) jako organami władzy najniższego stopnia na wsi, funkcjonowały od reformy reorganizującej administrację wiejską przeprowadzonej jesienią 1954 do momentu ich zniesienia z dniem 1 stycznia 1973, tym samym wypierając organizację gminną w latach 1954–1972.
Gromadę Narew z siedzibą GRN w Narwi utworzono – jako jedną z 8759 gromad – w powiecie hajnowskim w woj. białostockim, na mocy uchwały nr 16/V WRN w Białymstoku z dnia 4 października 1954. W skład jednostki weszły obszar dotychczasowej gromady Narew oraz miejscowość Makówka z dotychczasowej gromady Makówka ze zniesionej gminy Narew w tymże powiecie. Dla gromady ustalono 12 członków gromadzkiej rady narodowej.
31 grudnia 1959 do gromady Narew przyłączono wsie Janowo, Kaczały i Doratynka oraz przysiółki Skaryszewo i Nowosiółka ze zniesionej gromady Janowo, wsie Waśki, Chrobostówka i Rybaki, przysiółki Podwaśki, Cimochy, Hajdakowszczyzna i Gramotne oraz obszar lasów państwowych N-ctwa Lacka Puszcza obejmujący oddziały 1—79 ze zniesionej gromady Waśki oraz wsie Waniewo, Odrynki i Cisy oraz przysiółki Paszkowszczyzna, Horodowszczyzna (Gorędy) i Bruszkowszczyzna ze zniesionej gromady Waniewo.
Gromada przetrwała do końca 1972 roku, czyli do kolejnej reformy gminnej. Z dniem 1 stycznia 1973 roku reaktywowano gminę Narew.